# 妙法寺
妙法寺（英語：Miu Fat Buddhist Monastery）位於香港屯門，1960年由洗塵法師及金山法師購入位於藍地的張苑開設。　　

## 建築
「萬佛寶殿」在1973年開始重建成3層，並在1980年落成。它捨棄傳統佛寺的建築結構：
- 外觀雙層屋脊，並舖上金光燦爛的琉璃瓦片；陶瓷製作的動物裝飾被置於飛簷上；大廈的最高處有一座由兩條金龍守護的佛塔。
- 頂層是大雄寶殿：供奉3尊5公呎高的釋迦牟尼佛，藥師佛及阿彌陀佛坐像，附有三道從屋頂懸垂的巨型梨狀水晶吊燈，橫樑上描繪了釋迦牟尼的一生事蹟。內壁鑲有約10,000多個不同姿態的金佛瓷磚，據說是仿照北京市頤和園的萬佛殿興建的。左右兩壁更分立了16尊以半浮雕制作的佛像。
- 中層是法堂，供奉玉佛像，此處亦可筵開40多席素食。樓梯間有半浮雕描繪釋迦牟尼的故事。
- 底層供奉彌勒佛像及四大天王像。

殿前設有一對威猛的巨大金龍，環繞著紅磚砌成的前門大柱。大門入口的兩旁設有石獅子及麒麟，亦有2頭擁有6顆牙的白象雕像。
「萬佛寶殿」旁邊為一座樓高7層，佔地650平方米的綜合大樓。新大樓於1999年2月2日正式動工興建，原定預計在2006年至2007年間落成，最後在2010年落成。新綜合大樓因應資訊科技時代，以新時代建築設計，捨棄傳統不合時宜的佈局，並以實用為主，方便日後維修和保養，以免浪費善信的設施。綜合大樓內設有玻璃佛殿、圖書館、容納1,000觀眾的演講廳、辦事處及停車場等設施。內設水晶蓮花雕塑，供奉一尊8米高、用柚木雕造的釋迦牟尼像，兩旁分立舍利弗尊者像和目犍連尊者像。

## 圖片

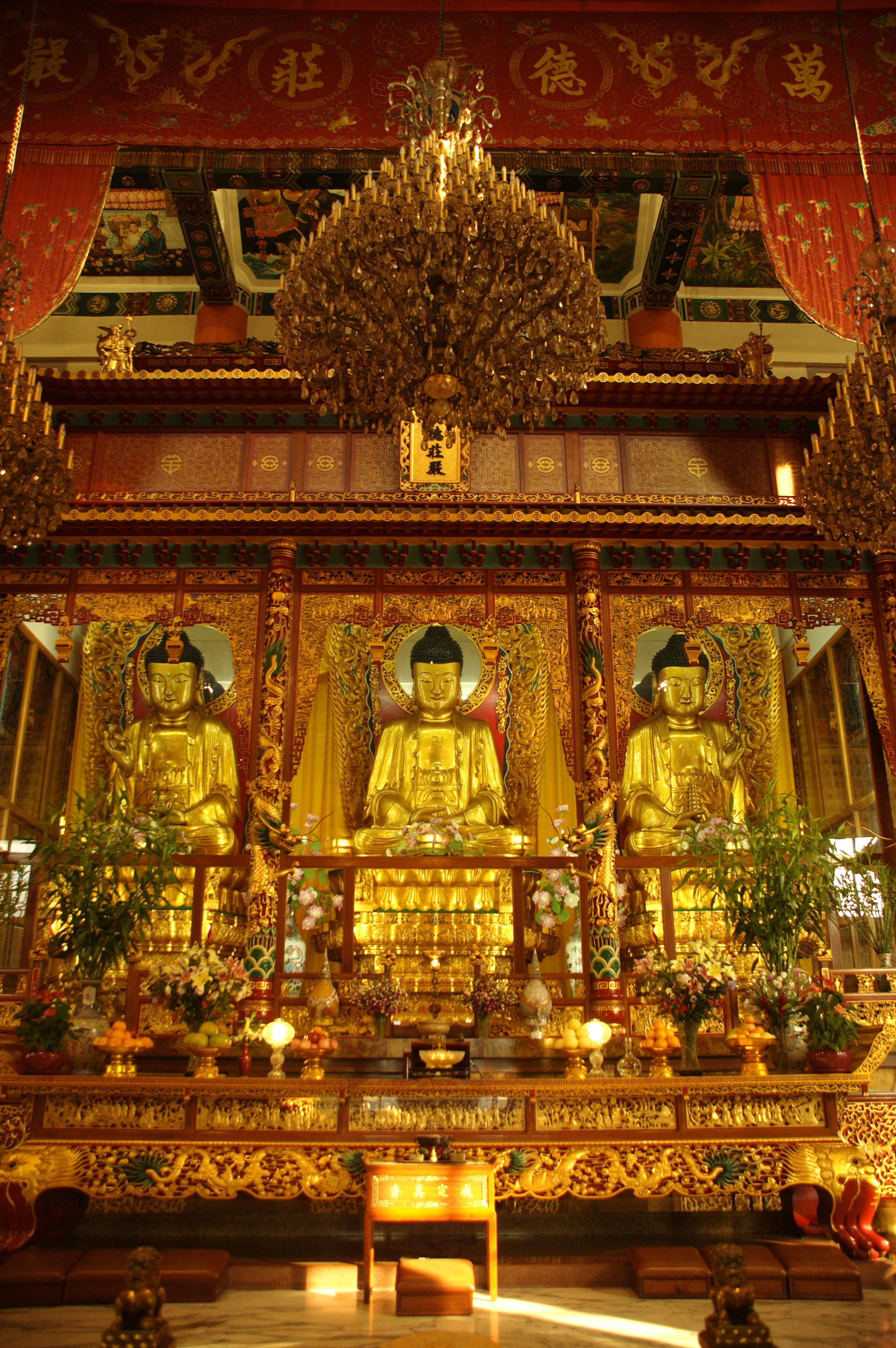
萬佛寶殿頂層的大雄寶殿，供奉3尊釋迦牟尼立像
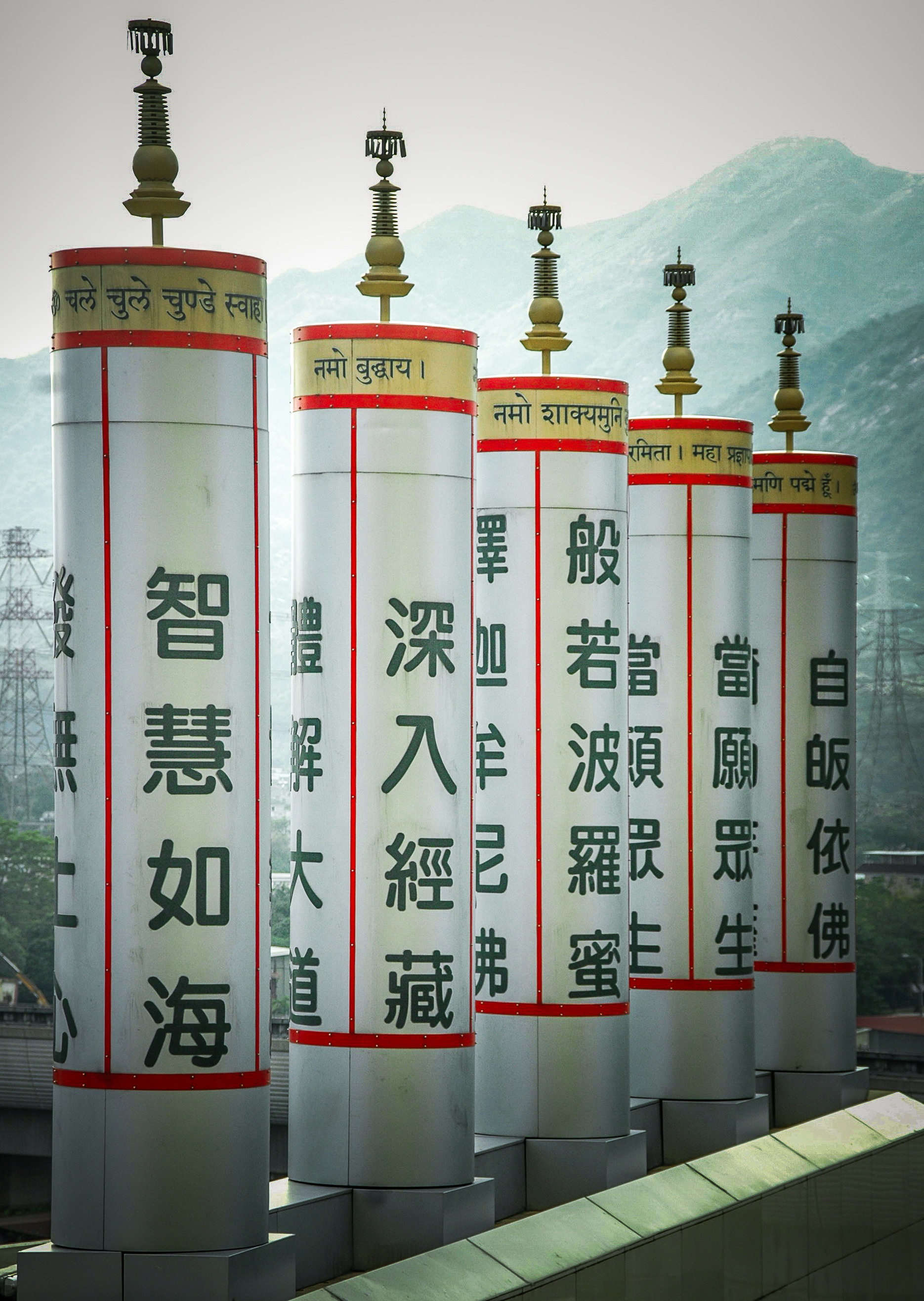
五個豎立在建築頂部的巨大經輪

## 外部連結
- 妙法寺簡介及相片

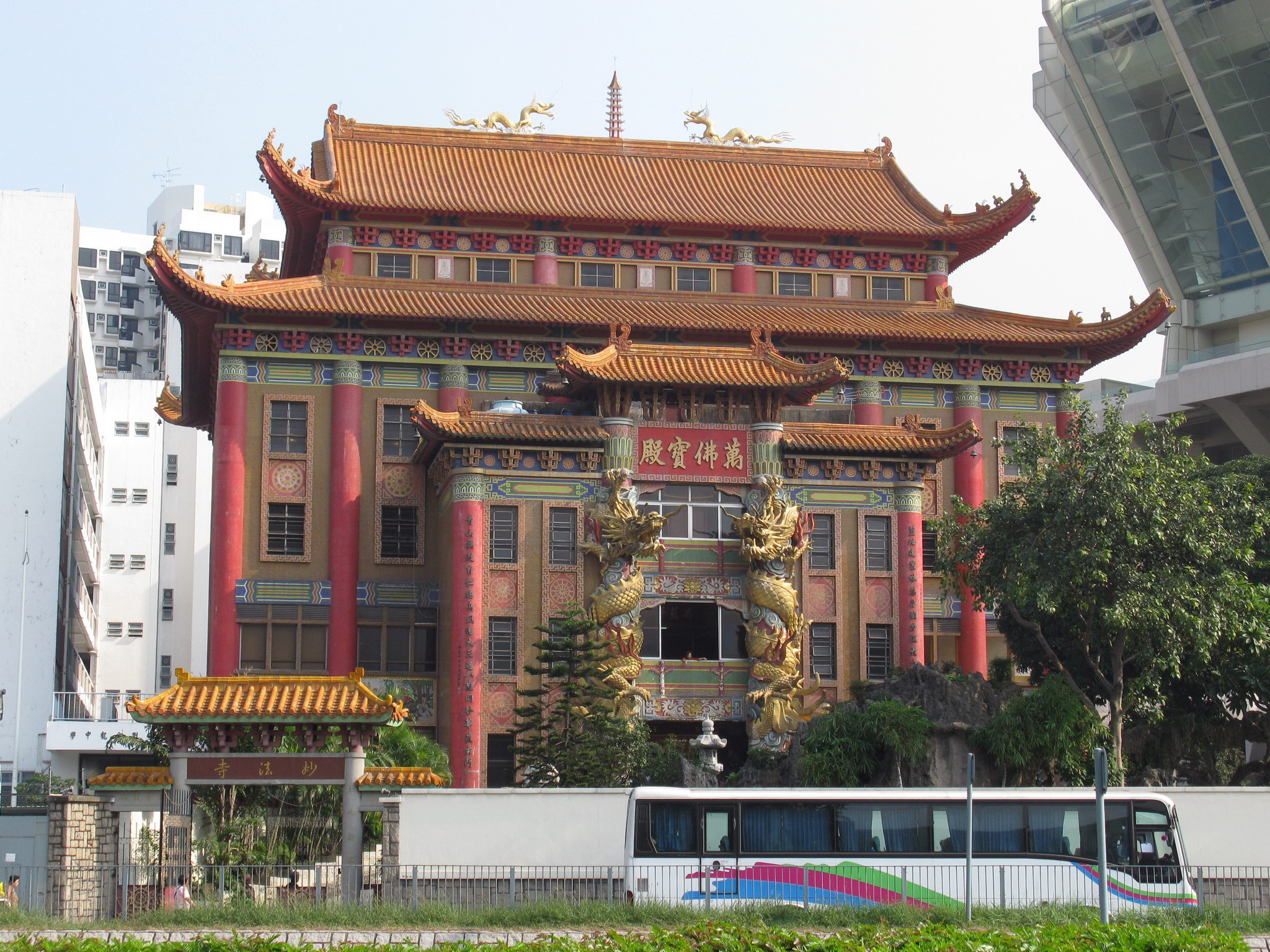
妙法寺萬佛寶殿

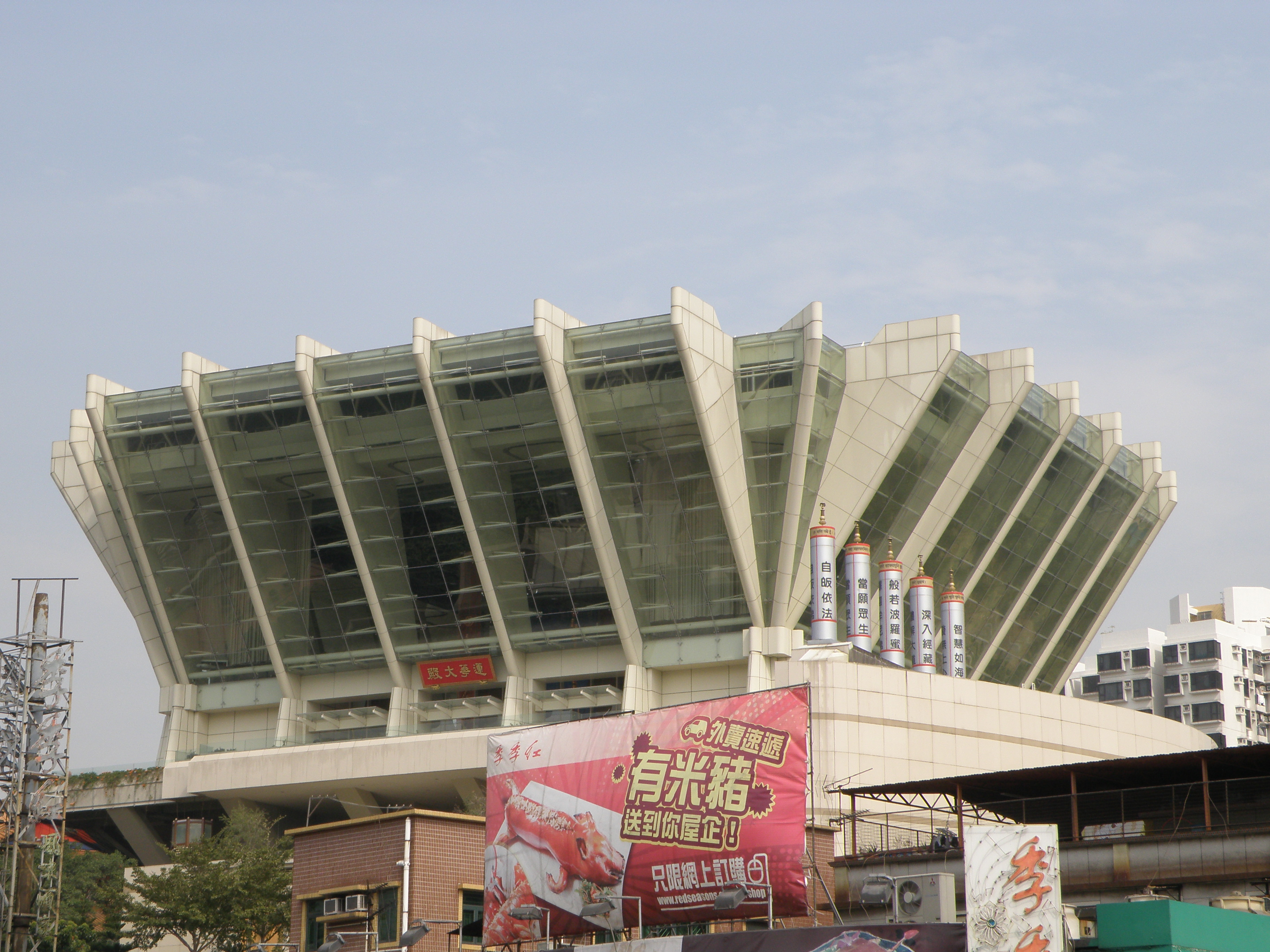
妙法寺新綜合大樓（2015年）

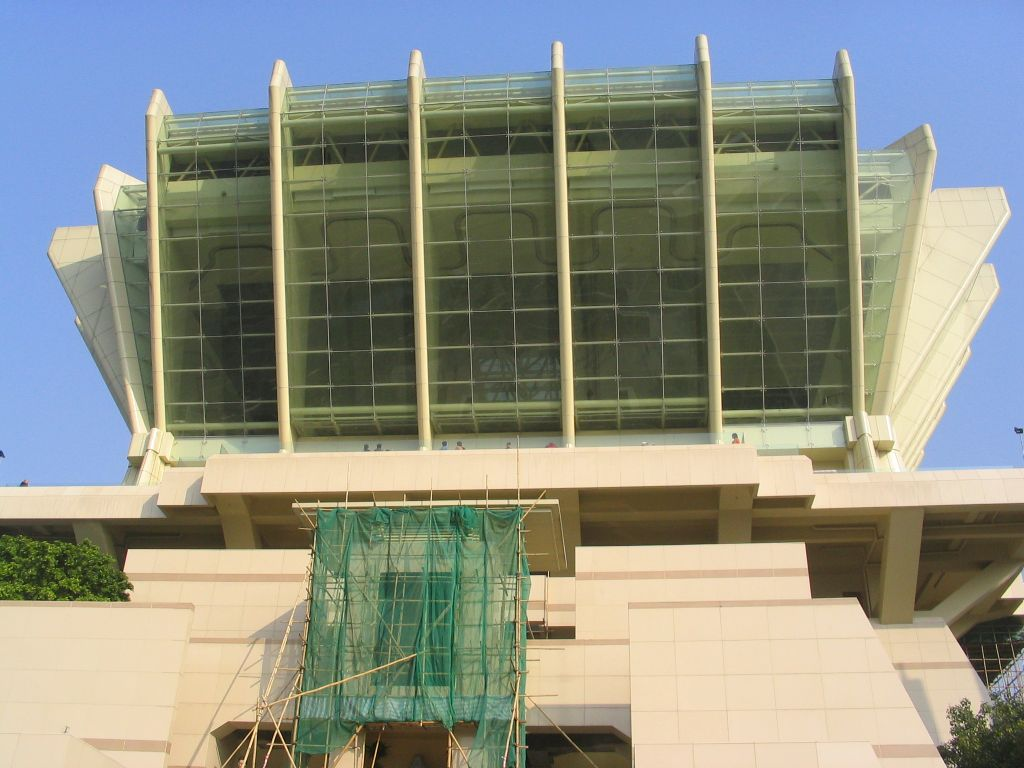
妙法寺的新綜合大樓為藍地地標之一（2007年剛落成時）

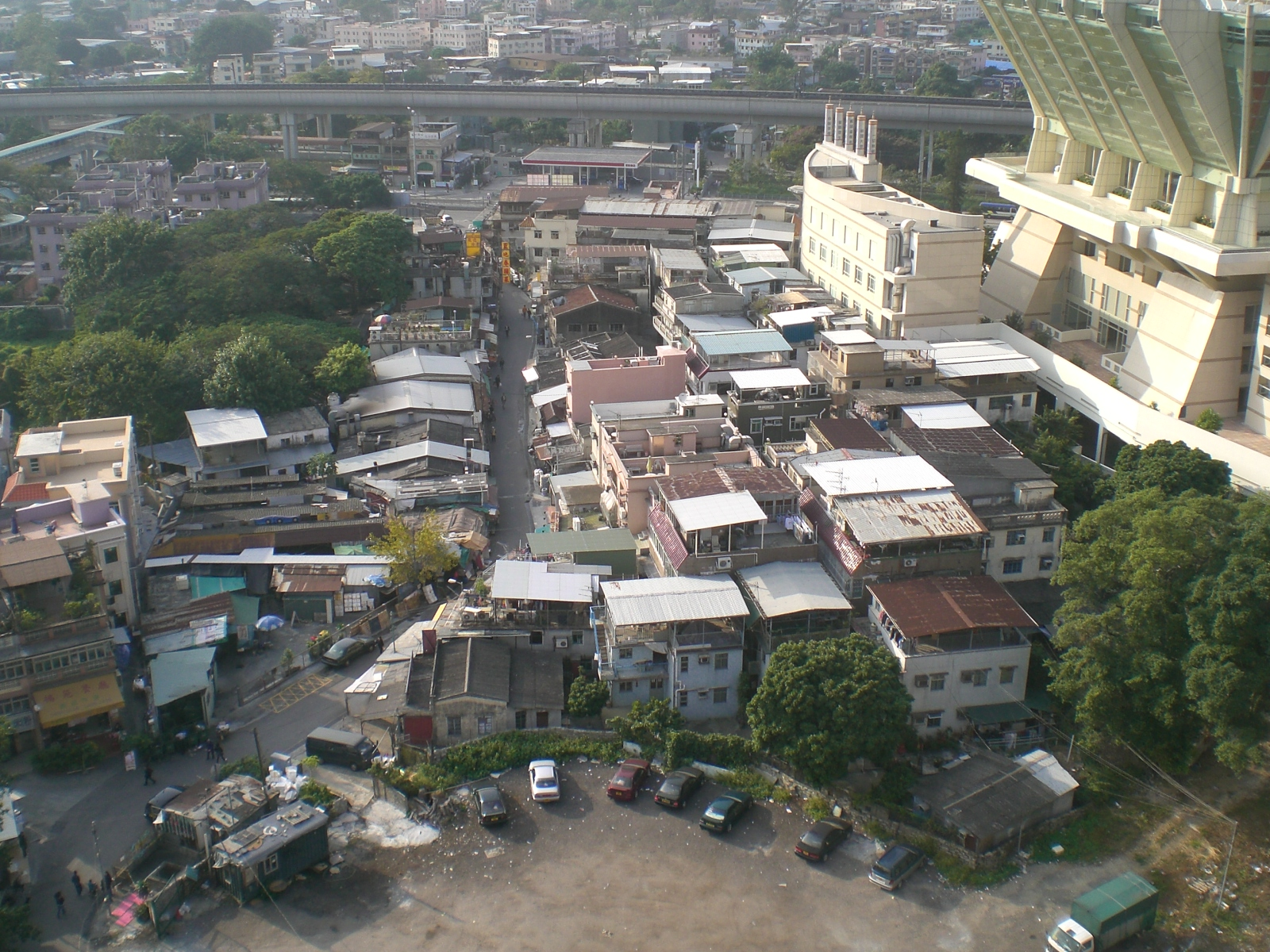
妙法寺下藍地大街和屯門新村

- 妙法寺 Miu Fat Buddhist Monastery（页面存档备份，存于）

22°25′11″N 113°59′02″E / 22.4196°N 113.9840°E
1. ↑  A&M Diary. . NOW News. 2021-02-21  [2022-01-17]. （原始内容存档于2022-01-17）.